# Radiazione (ambito giuridico)
Si chiama radiazione il provvedimento di espulsione a tempo indeterminato di uno dei membri da un'associazione; si può trattare di un ordine professionale, di una federazione sportiva, di un circolo privato, o altro ancora. La radiazione viene applicata in seguito a violazioni, generalmente gravi, delle regole dell'associazione in questione, o a comportamenti ritenuti moralmente indegni o gravemente inappropriati rispetto agli scopi dell'associazione. La radiazione viene decisa generalmente dal consiglio direttivo dell'associazione o, quando esiste, da un apposito organo disciplinare (nel caso di una federazione sportiva, il giudice sportivo).